# Pekka Nevalainen
Pekka Nevalainen (* 20. April 1951 in Tyrvää, Satakunta, Westfinnland) ist ein finnischer Künstler. Nevalainen studierte an der Finnish Art Academy School, heute University of the Arts Helsinki und ist im Bereich Malerei, Installationen, Skulptur und Fotografie tätig.

## Ausstellungen (Auswahl)
- 1987: Streif, Nordic sculpture Brandts Klædefabrik, Odense
- 1990: Zeitgenössische Finnische Skulptur Karmeliterkloster, Frankfurt am Main
- 1992: documenta IX, Kassel
- 1996: Biennale von São Paulo,  São Paulo
- 2004: Stream of Seeing Amos Anderson Art Museum, Helsinki
- 2005: Muu 18 Kunsthalle Helsinki
- 2006: Landscape Kiasma, Helsinki
- 2014: Mänttä Art Festival, Mänttä[3]